# 美国国务院顾问
美國國務院顧問（英語：Counselor of the United States Department of State）或譯美国国务院参赞，是美國國務院職位，為美國國務卿在外交政策重大問題上的特別顧問和顧問，並就此類事務向相關部門提供指導。參贊負責進行專門的國際談判和磋商，並根據國務卿的指示不時承擔特殊任務。
現任國務院顧問是德里克·喬萊特。

## 列表
| 名稱                  | 開始           | 結束           | 總統                         |
| --------------------- | -------------- | -------------- | ---------------------------- |
| 錢德勒·P·安德森       | 1912年8月23日  | 1913年4月22日  | 威廉·霍华德·塔夫脱           |
| 約翰·巴塞特·摩爾      | 1913年4月23日  | 1914年3月4日   | 伍德罗·威尔逊                |
| 罗伯特·蓝辛           | 1914年4月1日   | 1915年6月23日  | 伍德罗·威尔逊                |
| 法蘭克·波爾克         | 1915年9月16日  | 1919年6月30日  | 伍德罗·威尔逊                |
| R·沃爾頓·摩爾         | 1937年5月21日  | 1941年2月8日   | 富兰克林·W·罗斯福            |
| 本傑明·V·科恩         | 1945年9月14日  | 1947年7月31日  | 哈里·S·杜鲁门                |
| 查爾斯·E·博倫         | 1947年8月1日   | 1949年8月3日   | 哈里·S·杜鲁门                |
| 乔治·F·凯南           | 1949年8月4日   | 1951年7月11日  | 哈里·S·杜鲁门                |
| 查爾斯·E·博倫         | 1951年7月12日  | 1953年3月29日  | 德怀特·D·艾森豪威尔          |
| 道格拉斯·麦克阿瑟二世 | 1953年3月30日  | 1956年12月16日 | 德怀特·D·艾森豪威尔          |
| G·弗雷德里克·萊因哈特 | 1957年3月17日  | 1960年2月3日   | 德怀特·D·艾森豪威尔          |
| 西奧多·阿基里斯       | 1960年3月24日  | 1961年2月15日  | 德怀特·D·艾森豪威尔          |
| 喬治·C·麥吉           | 1961年2月16日  | 1961年12月3日  | 约翰·F·肯尼迪                |
| 沃尔特·惠特曼·罗斯托  | 1961年12月4日  | 1966年3月31日  | 约翰·F·肯尼迪、林登·B·约翰逊 |
| 羅伯特·R·鮑伊         | 1966年9月21日  | 1968年4月1日   | 林登·B·约翰逊                |
| 理查德·F·佩德森       | 1969年1月24日  | 1973年7月26日  | 理查德·尼克松                |
| 赫爾穆特·索南菲爾德   | 1974年1月7日   | 1977年2月21日  | 理查德·尼克松、杰拉尔德·福特 |
| 馬修·尼米茲           | 1977年4月8日   | 1980年3月19日  | 吉米·卡特                    |
| 羅珊娜·L·里奇微       | 1980年3月20日  | 1981年2月24日  | 吉米·卡特                    |
| 羅伯特·麥克法蘭       | 1981年2月28日  | 1982年4月4日   | 罗纳德·里根                  |
| 詹姆斯·巴克利         | 1982年9月9日   | 1982年9月26日  | 罗纳德·里根                  |
| 艾德·德溫斯基         | 1983年3月23日  | 1987年3月24日  | 罗纳德·里根                  |
| 馬克斯·坎佩爾曼       | 1987年7月15日  | 1989年1月20日  | 罗纳德·里根                  |
| 罗伯特·佐利克         | 1989年3月2日   | 1992年8月23日  | 乔治·H·W·布什                |
| 肯尼斯·賈斯特（代理） | 1992年8月23日  | 1993年1月20日  | 乔治·H·W·布什                |
| 提姆·沃思             | 1993年4月23日  | 1994年4月30日  | 比尔·克林顿                  |
| 温迪·谢尔曼           | 1997年8月6日   | 2001年1月20日  | 比尔·克林顿                  |
| 菲利普·D·澤利科       | 2005年2月1日   | 2007年1月2日   | 乔治·W·布什                  |
| 艾略特·A·科恩         | 2007年4月30日  | 2009年1月20日  | 乔治·W·布什                  |
| 謝麗爾·米爾斯         | 2009年1月20日  | 2013年2月1日   | 贝拉克·奥巴马                |
| 希瑟·希金博頓         | 2013年2月1日   | 2013年12月13日 | 贝拉克·奥巴马                |
| 托馬斯·香農           | 2013年12月24日 | 2016年2月12日  | 贝拉克·奥巴马                |
| 克里斯蒂·肯尼         | 2016年2月12日  | 2017年2月17日  | 贝拉克·奥巴马 唐納·川普      |
| 馬利茲·E·比姆斯       | 2017年8月17日  | 2017年11月27日 | 唐納·川普                    |
| 烏爾里希·布萊希布爾   | 2018年5月1日   | 2021年1月20日  | 唐納·川普                    |
| 德里克·喬萊特         | 2021年1月20日  | 現任           | 乔·拜登                      |